# Grace Brown

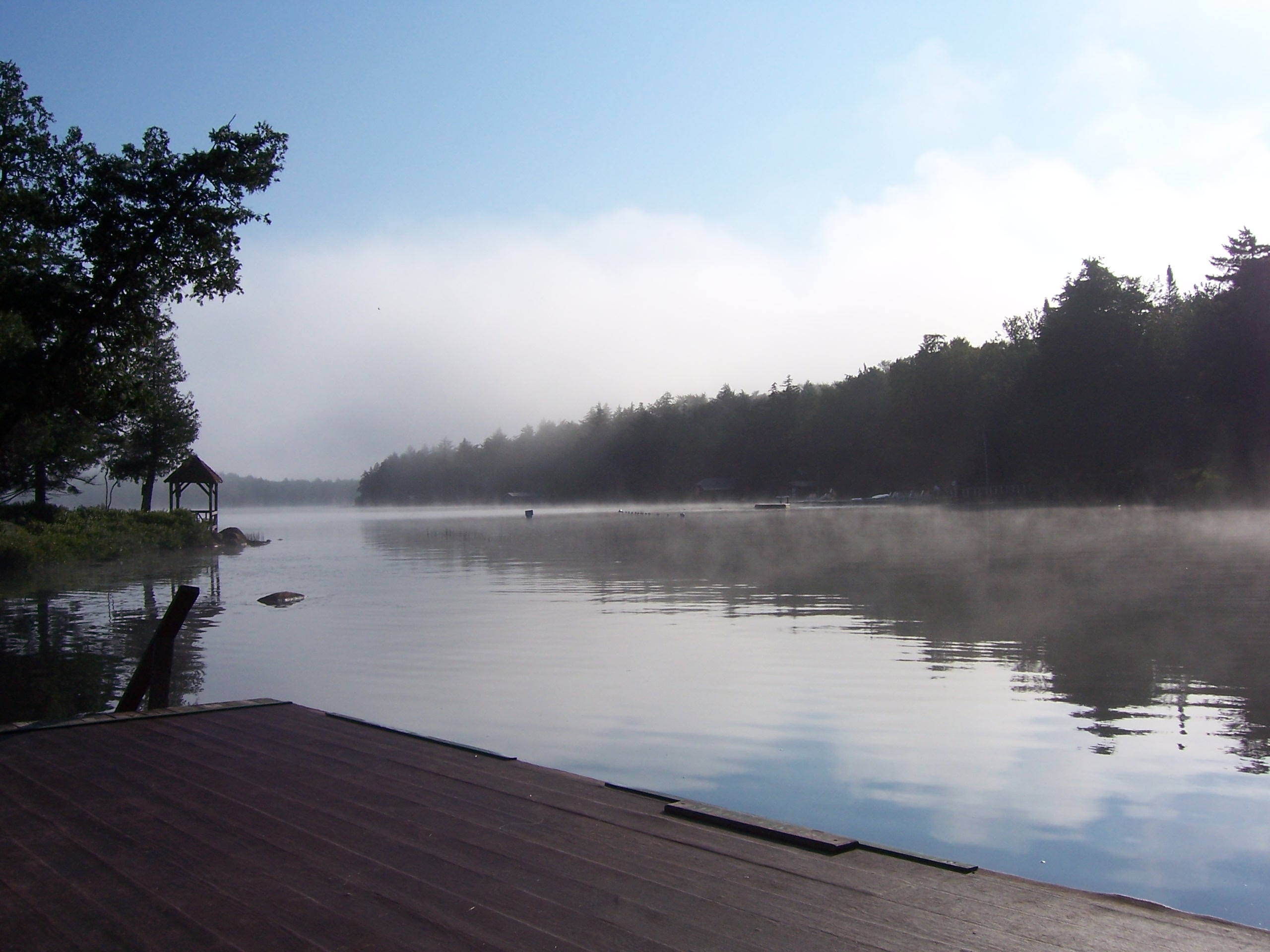
Jezioro Big Moose, miejsce śmierci Grace Brown

Grace Brown (ur. 20 marca 1886, zm. 11 lipca 1906) – pracownica amerykańskiej szwalni. Na niej była wzorowana postać Roberty Alden w powieści Theodore Dreisera pt. Tragedia amerykańska, a także w powieści Jennifer Donnelly pt. A Northern Light (Północne światło).
Grace pochodziła z ubogiej, farmerskiej rodziny. Najęła się jako szwaczka w Cortland w stanie Nowy Jork. Poznała Chestera Gillette, pochodzącego z wyższych sfer pracownika fabryki i krewnego dyrektora fabryki Noaha Gillette. Wkrótce Chestera i Grace stali się swymi kochankami. Chester ukrywał swój romans przed swoim towarzystwem, ograniczając relacje z Grace do krótkich, intymnych spotkań. Kiedy Grace zaszła w ciążę i powiadomiła o tym kochanka, ten zabrał ją na wyprawę w góry Adirondack, nad jezioro Big Moose. Tam miał ją ogłuszyć rakietą tenisową i wrzucić do wody. Ciało Grace zostało wyłowione następnego dnia, 12 lipca 1906. W chwil śmierci miała 20 lat. Gillette został stracony na krześle elektrycznym niespełna dwa lata później.